# Àngel Fabregat
Pour les articles homonymes, voir Fabregat.
Àngel Fabregat Morera, né en 1965 à Belianes (province de Lérida), est un écrivain catalan.

## Biographie
Il a étudié à l'Université polytechnique de Madrid et à l'Université ouverte de Catalogne.

## Prix
- Premi Gabriel Ferrater 1988 de Poesia. Premis Literaris Baix Camp per a joves d'Òmnium Cultural.
- Premi de Poesia "Club d'Amics de la Unesco de Barcelona 1988".
- Premi Literari "Sant Jordi" (1989) Generalitat de Catalunya.
- Premi Ateneu Igualadí 1990.
- Premi e-poemes de La Vanguardia 2009[2].
- Premi de Poesia Miquel Bosch i Jover 2010.
- Premi de Poesia Josefina Oliveras 2010.
- Premi de Poesia Francesc Candel 2010.
- Premi de les Lletres Vila de Corbera 2010.

## Œuvre
- Antologia d'un Onatge (Ed. Columna, 1990)[3],[4],[5]
- Els vençuts. [6]

### Coauteur
- Sol de Violoncel (Ed. Reus : Òmnium Cultural Baix Camp, 1988)
- Paisatges amb Solitud (Ed. Reus : Òmnium Cultural Baix Camp, 1989)
- Els Mars Tancats (Ed. Reus : Òmnium Cultural Baix Camp, 1991))